# Zoopark (Artillerieaufklärungsradar)
Zoopark (russisch Зоопарк für „Zoo“) ist ein Artillerieaufklärungsradar sowjetischen Ursprungs. Varianten und Weiterentwicklungen wurden in Russland sowie in der Ukraine gebaut.

## Geschichte
In den 1980er Jahren verfügte die Sowjetunion über das Artillerieaufklärungsradar ARK-1 Rys. Die Kriegsführung erforderte zunehmend schnellere Reaktionszeiten auf feindliches Feuer; diese Anforderungen konnte dieses Radarsystem nicht mehr erfüllen und in den 1980er Jahren begann die Sowjetunion mit der Planung eines Nachfolgers. Zwei Unternehmen NPO Strela in Tula – 1L219 „Zoopark-1“ und NWK Iskra in Saporischschja – 1L220 „Zoopark-2“ arbeiteten an zwei verschiedenen Entwürfen. 1L219 und 1L220 sind dabei Bezeichnung des damals sowjetischen GRAU-Index. Bei beiden Entwürfen handelte es sich um einen 3D-Radar mit einer Phased-Array-Antenne. Das 1L219 war kleiner, leichter aber nicht so leistungsfähig, 1L220 schwerer, aber leistungsfähigerer. Die beiden Entwürfe nutzten die gleichen Grundkomponenten. Nach dem Zerfall der Sowjetunion ab 1990 befanden sich die beiden Unternehmen in verschiedenen Staaten, nämlich in der Russischen Föderation und in der Ukraine. Die Systeme wurden in den beiden Ländern parallel fertig entwickelt und dann produziert. Später folgten verbesserte Weiterentwicklungen; Russland mit Zoopark-1M und die Ukraine mit Zoopark-3.
Wegen den verschiedenen Versionen kommt es in der Berichterstattung mitunter zu falschen Bezeichnungen.

## 1L219 Zoopark-1

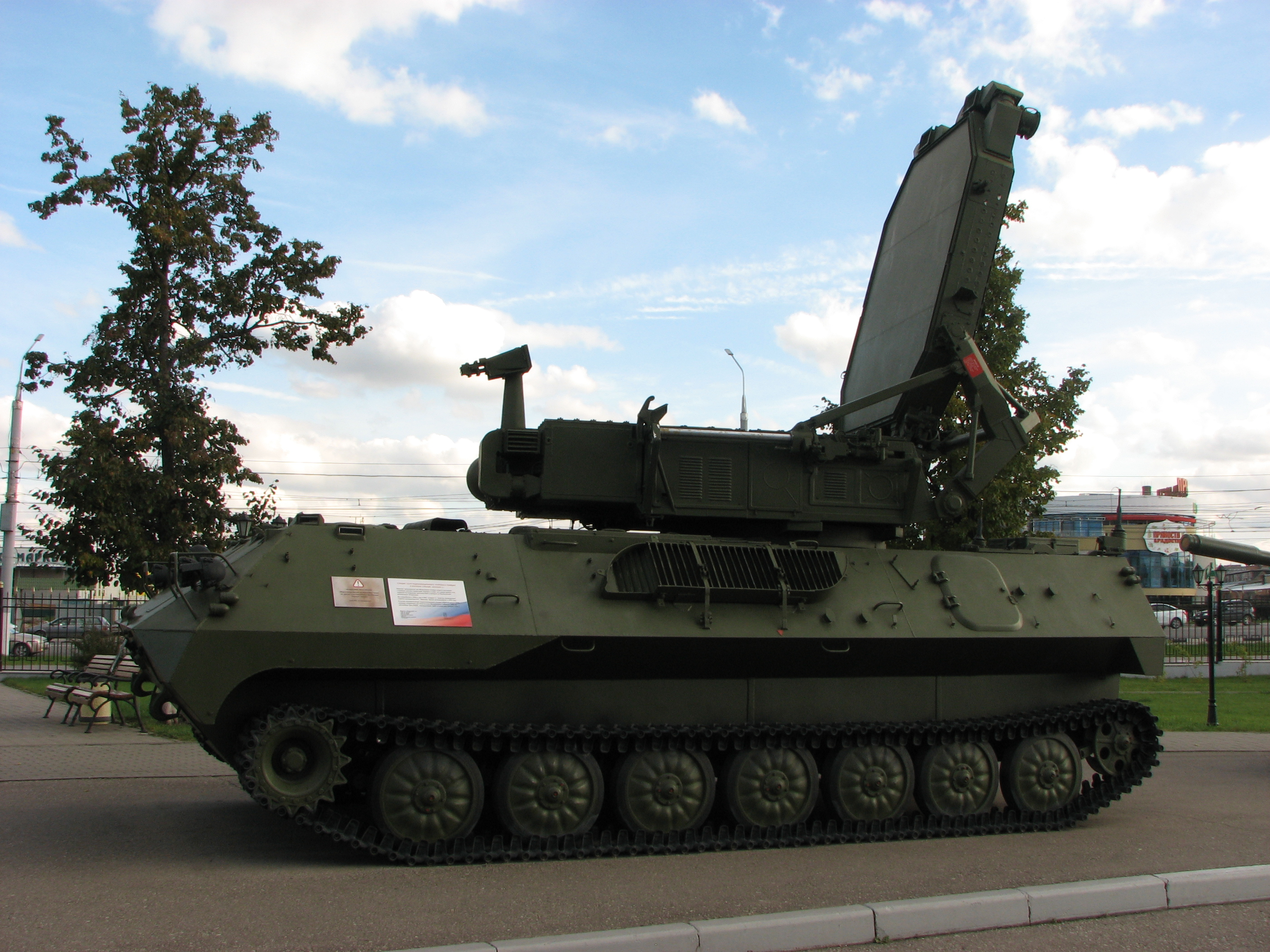
1L219 Zoopark-1

Die Russischen Streitkräfte führten Zoopark-1 im Jahre 1997 ein, eine verbesserte Version 1L219M folgte 2004. Außer den russischen Streitkräften nutzt auch China das System.
Die Phased-Array-Antenne besteht aus 3328 Phasenschiebern. Die Radarleistung beträgt 30 kW. Das System ist in der Lage, bis zu 12 Objekte in der Luft zu verfolgen und bis zu 70 Abschusspositionen in der Minute zu berechnen und diese weiterzusenden. Der Abdeckungssektor beträgt 90°.
Erfassungsreichweiten (verschiedene Quellen weisen unterschiedliche Zahlen aus):
- Haubitze (Kaliber 105–155 mm) bis 20 km
- Mörser (Kaliber 81–120 mm) bis 22 km
- Mehrfachraketenwerfer bis 35 km
- Taktische ballistische Rakete bis 45 km.

Für die Erkennung und Weiterleitung einer Abschussposition benötigt das System etwa 20 Sekunden. Es kann auch umgekehrt die Geschossbahnen der eigenen Artilleriegeschoss überwachen, um das Feuer gegebenenfalls zu korrigieren. Das System kann eine provisorische Flugverkehrskontrolle an einem Flugfeld übernehmen.
Das Trägerfahrzeug ist ein MT-LBu. Das Gesamtsystem hat den GRAU-Index 1L219, das Radar 1L259. Zoopark-1 wird begleitet von einem a 1L30 Wartungsfahrzeug (z. B. Ural-4320) und einem ED30-T230P-1RPM Stromerzeugungsaggregat auf Anhänger. Das Radarsystem kann mit dem Generator des MT-LBU oder einem externen Stromerzeugungsaggregat betrieben werden. Die Besatzung besteht aus drei Soldaten; einem Fahrer und zwei Radarbediener. Das Herstellen der Arbeitsbereitschaft auf dem Ankunftsort dauert fünf Minuten.

## Zoopark-2 & Zoopark-3

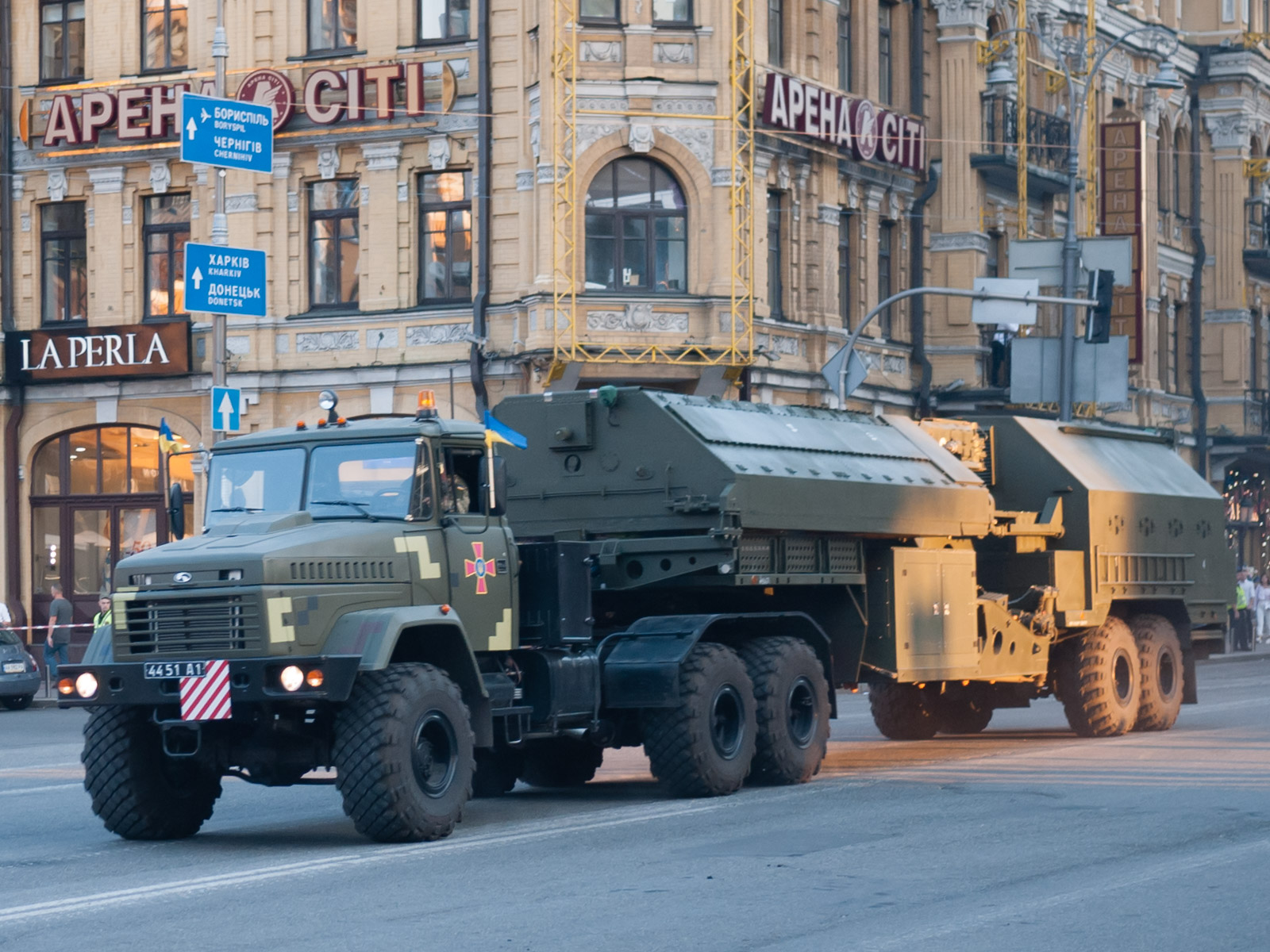
Zoopark-3

Der Prototyp wurde von NWK Iskra erst Ende der 1990er Jahre als 1L220-U (U für Ukraine) fertiggestellt und wurde nur formell bei den ukrainischen Streitkräften eingeführt. Das Kettenfahrgestell GM-5951 des Prototyps wurde jedoch aufgegeben und das Radarsystem auf einen Anhänger, gezogen von einem geländegängigen Lastkraftwagen KrAZ-63221, als 1L220U-KS montiert.
Gegen Ende 2017 wurde der ein modernisierter Prototyp als 1L220-UK Zoopark-3 fertiggestellt. Es wurden einige Grundkomponenten ausgetauscht und die Bedienkonsolen z. B. mit modernen Flüssigkristallanzeigen neu aufgebaut. Das Radarfahrzeug wurde 2018 auf eine Parade in Kiew der Öffentlichkeit vorgestellt. Die Erprobung begann 2018 und NWK Iskra erwartete einen großen staatlichen Auftrag infolgedessen vier Einheiten jährlich gebaut werden sollten. Jedoch kam es nie zu einem großen Auftrag des ukrainischen Verteidigungsministeriums also auch zu keiner Serienproduktion, auch wenn 1L220-UK 2019 formell bei den ukrainischen Streitkräften eingeführt wurde.
Es gab in der Ukraine Kritik, warum die Einführung dies Artillerieaufklärungsradar verschleppt wurde. Möglicherweise fand man den Bedarf nicht dringlich, nachdem das Artillerieaufklärungsradar  AN/TPQ-36 von den USA ab 2014 an die Ukraine abgegeben wurde. Möglicherweise waren aber auch einige Grundkomponenten aus Russland importiert. Ein Indiz dafür sind die Ähnlichkeiten mit dem russischen 1L260 Zoopark-1M.
Der Prototyp wurde im Krieg im Donbas versuchsweise eingesetzt und im Russischen Überfall auf die Ukraine seit 2022 wahrscheinlich durch eine ZALA Lancet Drohne zerstört. Zwar gibt es auf der anderen Seite Berichte, welche besagen, dass etwa zehn Stück gefertigt wurden, allerdings ohne Belege zu nennen.
Erfassungsreichweiten (verschiedene Quellen weisen unterschiedliche Zahlen aus):
- Haubitze bis 25 km
- Mörser bis 30 km
- Mehrfachraketenwerfer bis 40 km
- taktische ballistische Rakete bis 80 km[8][9]

## 1L260 Zoopark-1M

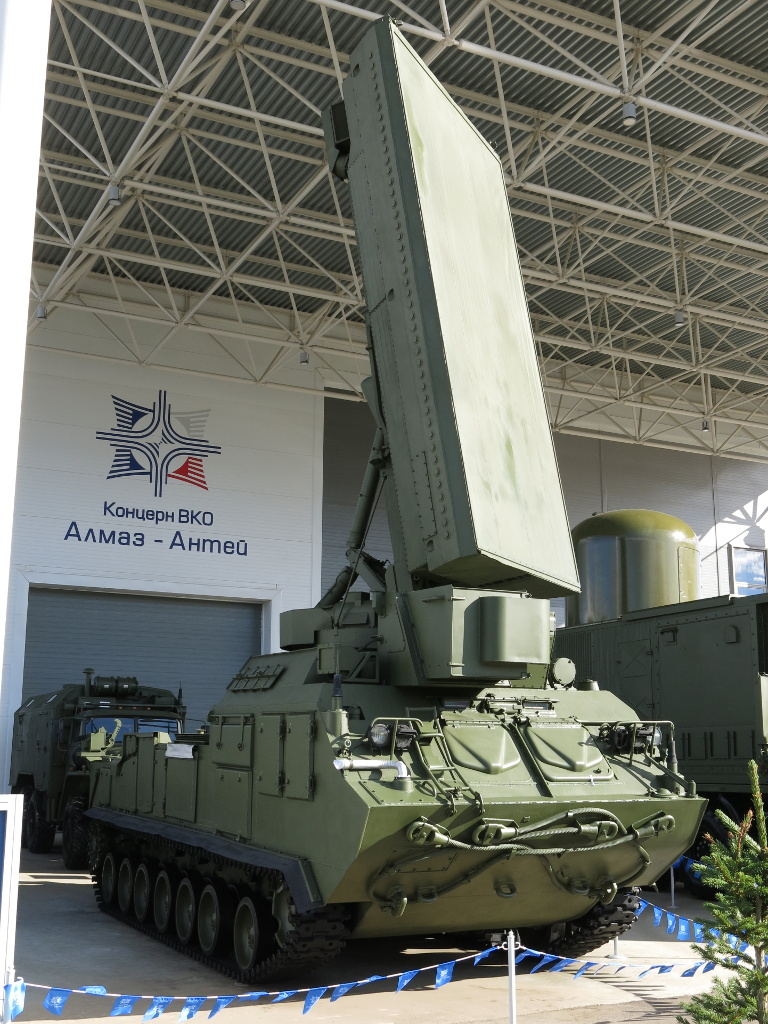
Zoopark-1M

NPO Strela entwickelte Zoopark-1M seit den 2000er Jahren. Auch wenn die Bezeichnung auf eine Modernisierung des älteren Zoopark-1-Systems hinweist, handelt es sich um eine Neuentwicklung. Zoopark-1M weist gegenüber Zoopark-1 eine vergrößerte Erfassungsreichweite auf und basiert auf dem Trägerfahrzeug GM-5955. Auf der Luftfahrtmesse MAKS-2013 wurde das System zum ersten Mal der Öffentlichkeit vorgestellt. 2017 wurde Zoopark-1M von den russischen Streitkräften angenommen.
Das Gesamtsystem hat den GRAU-Index 1L260, das Radar 1L261. Zoopark-1M wird begleitet von einem a 1I38-Wartungsfahrzeug und einem ED60-Stromerzeugungsaggregat auf Anhänger.
Wegen den Ähnlichkeiten zum ukrainischen Zoopark-3 ist es möglich, dass die beiden Länder kooperiert und einige Grundkomponenten gemeinsam entwickelt haben.
Erfassungsreichweiten:
- Haubitze (Kaliber 155 mm) bis 23 km
- Haubitze (Kaliber 203 mm) bis 27 km
- Mehrfachraketenwerfer bis 45 km
- taktische ballistische Rakete bis 65 km[11][10]